# Catharina van Egmont
Catharina van Gelre (ca. 1440 – Geldern, 25 januari 1497) was regentes van het hertogdom Gelre. Ze was dochter van Arnold van Egmont (1410-1473), hertog van Gelre, en Katharina van Kleef (1417-1479). Catharina van Gelre bleef ongehuwd.

## Jeugd
Van de vier kinderen van hertog Arnold en zijn vrouw Catharina die de volwassen leeftijd bereikten, was Catharina de jongste. Over de eerste 35 jaar van haar leven is weinig bekend. Haar levensloop was lange tijd onopvallend in vergelijking met die van haar broer Adolf (1439-1477), die een staatsgreep tegen zijn vader pleegde, of haar zus Maria van Egmont-Gelre (1433-1463), die huwde met koning Jacobus II van Schotland en als koningin-weduwe een rol in de Schotse politiek speelde. Haar zus Margriet (1436-1486) geniet nog enige bekendheid als echtgenote van graaf Frederik I van Palts-Simmern. Catharina daarentegen bleef ongehuwd. Over mogelijke huwelijkskandidaten weten we niets, al schijnt haar vader wel pogingen ondernomen te hebben om ook voor zijn jongste dochter een geschikte echtgenoot te vinden. Toen de berooide hertog in 1473 zijn testament liet opmaken, regelde hij daarin nog een bruidsschat voor Catharina – inmiddels 33 jaar oud: een duidelijke aanwijzing dat een huwelijk werd gewenst, maar nog niet was geregeld.

## Ongehuwde staat
Het is waarschijnlijk die ongehuwde staat van Catharina de aanleiding heeft gegeven tot de fantastische verhalen die sinds het begin van de zeventiende eeuw in de genealogische literatuur opduiken over een geheim huwelijk met Lodewijk van Bourbon. Hij was een broer van Catharina van Bourbon, echtgenote van Catharina's broer Adolf, en werd vooral bekend als bisschop van Luik (1456-1482). Het staat vast dat Lodewijk drie natuurlijke zonen had, maar over de identiteit van hun moeder(s) bestaat geen zekerheid. Over persoonlijke contacten tussen Lodewijk en Catharina is niets bekend, maar ongetwijfeld moeten zij elkaar weleens hebben ontmoet. De mythe van het geheime huwelijk wordt gevoed door de omstandigheid dat we niet weten waar Catharina tussen 1465 en 1473 was en wat zij in die tijd deed. Eigentijdse Gelderse en Luikse bronnen bevatten echter geen enkele aanwijzing voor de vermeende relatie, echtelijk of buitenechtelijk.
Enige duidelijkheid over Catharina's levenswandel is er pas vanaf 1477, toen het hertogdom Gelre een ernstige politieke crisis doormaakte. Na het overlijden van haar vader had de Bourgondische hertog Karel de Stoute in de zomer van 1473 het hertogdom Gelre voor zich opgeëist en bezet. De Gelderse erfopvolger Adolf hield hij al sinds 1471 gevangen. Toen Karel in januari 1477 was gesneuveld in de slag bij Nancy, stortte het Bourgondische gezag in Gelre ineen. De standen (bannerheren, ridderschap en steden) namen voorlopig het bestuur op zich. Adolf was weliswaar na de dood van Karel de Stoute vrijgekomen, maar hij bleef voorlopig in Vlaanderen om Karels dochter Maria van Bourgondië bij te staan bij het herstel van haar gezag in Vlaanderen. Toen Maria hem vervolgens tot kapitein-generaal van haar troepen in Vlaanderen benoemde, werd zijn spoedige terugkeer nog minder waarschijnlijk.
Vanwege deze omstandigheden deden de Gelderse standen een dringend beroep op Adolf om zijn ongetrouwde zuster Catharina als regentes aan te stellen. Het kostte de standen de nodige overredingskracht voordat Adolf en Catharina met dit voorstel instemden, want geen van beiden toonde enthousiasme en de onderhandelingen namen enkele maanden in beslag. Catharina was in die tijd bij haar zus Margriet in Simmern (Duitsland). Op 3 mei 1477 arriveerde Catharina per schip in Lobith, waarna ze het voorlopige regentschap op zich nam in afwachting van de terugkeer van Adolf. Bij de uitoefening van haar taak stond zij in regelmatig contact met haar broer.

## Regentes
Catharina's tijdelijke regentschap zou langer duren dan verwacht. In de loop van augustus werd duidelijk dat Adolf op 27 juni voor de poorten van Doornik was gesneuveld. Adolf had twee nog minderjarige kinderen, Karel en Philippa, maar ook zij bevonden zich sinds 1473 in Vlaanderen in handen van de Bourgondische autoriteiten. Er was weinig kans dat zij op korte termijn naar Gelre zouden terugkeren. Voor Catharina zat er niet veel anders op dan haar regentschap voort te zetten, nu uit naam van haar neef, de erfopvolger Karel.
De dood van Adolf bood nieuwe kansen aan de pro-Bourgondische krachten in Gelre, die zich hadden verenigd in de Egmontse partij, zo genoemd naar de leider Willem IV van Egmont, broer van wijlen hertog Arnold. Om zich tegen de Bourgondische dreiging te kunnen weren zocht regentes Catharina steun buiten Gelre. De standen stuurden eerst aan op een toenadering tot hertog Johan I van Kleef, die echter in de ogen van Catharina te pro-Bourgondisch was. Toen de stad Arnhem in maart 1478 in handen van de Egmontse partij viel, werd de toestand zorgelijk, te meer omdat Maria van Bourgondië inmiddels haar positie had versterkt door te trouwen met Maximiliaan van Oostenrijk. Onder druk van de omstandigheden sloten de Gelderse standen vervolgens een akkoord met hertog Frederik van Brunswijk-Lüneburg, die zou optreden als 'voorstender' van het hertogdom. Om de band met de nieuwe beschermheer te verstevigen drongen de standen er tevergeefs op aan dat Catharina met hem zou trouwen. Maar zoals haar tijdgenoot de kroniekschrijver Willem van Berchen opmerkt, liet zij zich daartoe niet overhalen. Toen Frederik een jaar later krankzinnig werd, was zijn rol uitgespeeld. Hierna stelden de standen Hendrik III van Schwarzburg, bisschop van Prinsbisdom Münster, voor zes jaar aan tot voogd van Gelre aan.
Eind 1479 trok Catharina zich terug uit de actieve politiek. Ze sloot een vredesakkoord met Maximiliaan, die haar als beloning de stad en het ambt Geldern (toen deel van Gelre, tegenwoordig Duitsland) in vruchtgebruik gaf. In 1480 sloot ze zich nog aan bij een verbond dat de Gelderse standen met koning Lodewijk XI van Frankrijk tegen Maximiliaan hadden gesloten. Ze ondernam toen ook een reis naar Frankrijk om steun te zoeken voor de Gelderse zaak. Maar het mocht niet baten: daadwerkelijke hulp kreeg ze niet en Maximilaan veroverde steeds meer delen van Gelre. Toen het kwartier van Zutphen zich in juli 1481 aan Maximiliaan onderwierp, werd Catharina nadrukkelijk van het vredesverdrag uitgesloten. De bisschop van Münster trok in 1482 zijn handen van Gelre af. Het pleit was voorlopig ten gunste van Maximiliaan beslecht.
Catharina had zich inmiddels weer verzoend met Maximiliaan en leidde een teruggetrokken leven op de burcht van Geldern. Wel bleef ze zich inzetten voor de terugkeer van haar neef Karel, die uiteindelijk in 1492 als hertog kon worden ingehuldigd, doordat Maximiliaan zich toch niet in Gelre had kunnen handhaven. Karel vroeg zijn tante in 1494 nog of zij tijdelijk als zijn stadhouder wilde optreden in verband met een geplande reis naar Frankrijk, maar ze weigerde.
Op 25 januari 1497 overleed Catharina van Gelre op de burcht te Geldern. Ze werd begraven in de parochiekerk. De grafkelder en de messing grafplaat met haar gegraveerde afbeelding zijn nog aanwezig. Haar openbare leven beperkte zich voornamelijk tot de jaren vanaf 1477, toen zij al tegen de veertig liep. Weinig is er bekend over haar privéleven, omdat bronnen dienaangaande vrijwel geheel ontbreken. Wat rest is het beeld van een zelfstandige vrouw die zich uit plichtsbesef inzette voor de belangen van haar dynastie en het hertogdom Gelre.

## Kwartierstaat
| Arend van Egmond (ca. 1337-1409) | Arend van Egmond (ca. 1337-1409) | Arend van Egmond (ca. 1337-1409) | Arend van Egmond (ca. 1337-1409) | Arend van Egmond (ca. 1337-1409)            | Arend van Egmond (ca. 1337-1409)            | Yolanda van Leiningen                       | Yolanda van Leiningen                       | Yolanda van Leiningen                       | Yolanda van Leiningen                       | Yolanda van Leiningen         | Yolanda van Leiningen         |                               |                               | Jan V van Arkel (1362-1428)             | Jan V van Arkel (1362-1428)             | Jan V van Arkel (1362-1428)             | Jan V van Arkel (1362-1428)             | Jan V van Arkel (1362-1428)             | Jan V van Arkel (1362-1428)             | Johanna van Gulik               | Johanna van Gulik               | Johanna van Gulik | Johanna van Gulik | Johanna van Gulik                 | Johanna van Gulik                 |                                   |                                   | Adolf III van der Mark (1334-1394) | Adolf III van der Mark (1334-1394) | Adolf III van der Mark (1334-1394) | Adolf III van der Mark (1334-1394) | Adolf III van der Mark (1334-1394)  | Adolf III van der Mark (1334-1394)  | Margaretha van Gulik (ca. 1350-1425) | Margaretha van Gulik (ca. 1350-1425) | Margaretha van Gulik (ca. 1350-1425) | Margaretha van Gulik (ca. 1350-1425) | Margaretha van Gulik (ca. 1350-1425) | Margaretha van Gulik (ca. 1350-1425) |                                 |                                 | Jan zonder Vrees (1371-1419)    | Jan zonder Vrees (1371-1419)    | Jan zonder Vrees (1371-1419)         | Jan zonder Vrees (1371-1419)         | Jan zonder Vrees (1371-1419)         | Jan zonder Vrees (1371-1419)         | Margaretha van Beieren (1363-1423)   | Margaretha van Beieren (1363-1423)   | Margaretha van Beieren (1363-1423) | Margaretha van Beieren (1363-1423) | Margaretha van Beieren (1363-1423) | Margaretha van Beieren (1363-1423) |  |  |  |  |  |  |  |  |  |  |  |  |  |  |  |  |  |  |  |  |  |  |  |  |  |  |  |  |  |  |  |  |  |  |  |  |  |  |  |  |  |  |  |  |  |  |  |  |
| Arend van Egmond (ca. 1337-1409) | Arend van Egmond (ca. 1337-1409) | Arend van Egmond (ca. 1337-1409) | Arend van Egmond (ca. 1337-1409) | Arend van Egmond (ca. 1337-1409)            | Arend van Egmond (ca. 1337-1409)            | Yolanda van Leiningen                       | Yolanda van Leiningen                       | Yolanda van Leiningen                       | Yolanda van Leiningen                       | Yolanda van Leiningen         | Yolanda van Leiningen         |                               |                               | Jan V van Arkel (1362-1428)             | Jan V van Arkel (1362-1428)             | Jan V van Arkel (1362-1428)             | Jan V van Arkel (1362-1428)             | Jan V van Arkel (1362-1428)             | Jan V van Arkel (1362-1428)             | Johanna van Gulik               | Johanna van Gulik               | Johanna van Gulik | Johanna van Gulik | Johanna van Gulik                 | Johanna van Gulik                 |                                   |                                   | Adolf III van der Mark (1334-1394) | Adolf III van der Mark (1334-1394) | Adolf III van der Mark (1334-1394) | Adolf III van der Mark (1334-1394) | Adolf III van der Mark (1334-1394)  | Adolf III van der Mark (1334-1394)  | Margaretha van Gulik (ca. 1350-1425) | Margaretha van Gulik (ca. 1350-1425) | Margaretha van Gulik (ca. 1350-1425) | Margaretha van Gulik (ca. 1350-1425) | Margaretha van Gulik (ca. 1350-1425) | Margaretha van Gulik (ca. 1350-1425) |                                 |                                 | Jan zonder Vrees (1371-1419)    | Jan zonder Vrees (1371-1419)    | Jan zonder Vrees (1371-1419)         | Jan zonder Vrees (1371-1419)         | Jan zonder Vrees (1371-1419)         | Jan zonder Vrees (1371-1419)         | Margaretha van Beieren (1363-1423)   | Margaretha van Beieren (1363-1423)   | Margaretha van Beieren (1363-1423) | Margaretha van Beieren (1363-1423) | Margaretha van Beieren (1363-1423) | Margaretha van Beieren (1363-1423) |  |  |  |  |  |  |  |  |  |  |  |  |  |  |  |  |  |  |  |  |  |  |  |  |  |  |  |  |  |  |  |  |  |  |  |  |  |  |  |  |  |  |  |  |  |  |  |  |
|                                  |                                  |                                  |                                  |                                             |                                             |                                             |                                             |                                             |                                             |                               |                               |                               |                               |                                         |                                         |                                         |                                         |                                         |                                         |                                 |                                 |                   |                   |                                   |                                   |                                   |                                   |                                    |                                    |                                    |                                    |                                     |                                     |                                      |                                      |                                      |                                      |                                      |                                      |                                 |                                 |                                 |                                 |                                      |                                      |                                      |                                      |                                      |                                      |                                    |                                    |                                    |                                    |  |  |  |  |  |  |  |  |  |  |  |  |  |  |  |  |  |  |  |  |  |  |  |  |  |  |  |  |  |  |  |  |  |  |  |  |  |  |  |  |  |  |  |  |  |  |  |  |
|                                  |                                  |                                  |                                  | Jan II van Egmont (1385-1451)               | Jan II van Egmont (1385-1451)               | Jan II van Egmont (1385-1451)               | Jan II van Egmont (1385-1451)               | Jan II van Egmont (1385-1451)               | Jan II van Egmont (1385-1451)               |                               |                               |                               |                               |                                         |                                         | Maria van Arkel (ca. 1389-1415)         | Maria van Arkel (ca. 1389-1415)         | Maria van Arkel (ca. 1389-1415)         | Maria van Arkel (ca. 1389-1415)         | Maria van Arkel (ca. 1389-1415) | Maria van Arkel (ca. 1389-1415) |                   |                   |                                   |                                   |                                   |                                   |                                    |                                    |                                    |                                    | Adolf IV van Kleef-Mark (1373-1448) | Adolf IV van Kleef-Mark (1373-1448) | Adolf IV van Kleef-Mark (1373-1448)  | Adolf IV van Kleef-Mark (1373-1448)  | Adolf IV van Kleef-Mark (1373-1448)  | Adolf IV van Kleef-Mark (1373-1448)  |                                      |                                      |                                 |                                 |                                 |                                 | Maria van Bourgondië (1393-1463)     | Maria van Bourgondië (1393-1463)     | Maria van Bourgondië (1393-1463)     | Maria van Bourgondië (1393-1463)     | Maria van Bourgondië (1393-1463)     | Maria van Bourgondië (1393-1463)     |                                    |                                    |                                    |                                    |  |  |  |  |  |  |  |  |  |  |  |  |  |  |  |  |  |  |  |  |  |  |  |  |  |  |  |  |  |  |  |  |  |  |  |  |  |  |  |  |  |  |  |  |  |  |  |  |
|                                  |                                  |                                  |                                  | Jan II van Egmont (1385-1451)               | Jan II van Egmont (1385-1451)               | Jan II van Egmont (1385-1451)               | Jan II van Egmont (1385-1451)               | Jan II van Egmont (1385-1451)               | Jan II van Egmont (1385-1451)               |                               |                               |                               |                               |                                         |                                         | Maria van Arkel (ca. 1389-1415)         | Maria van Arkel (ca. 1389-1415)         | Maria van Arkel (ca. 1389-1415)         | Maria van Arkel (ca. 1389-1415)         | Maria van Arkel (ca. 1389-1415) | Maria van Arkel (ca. 1389-1415) |                   |                   |                                   |                                   |                                   |                                   |                                    |                                    |                                    |                                    | Adolf IV van Kleef-Mark (1373-1448) | Adolf IV van Kleef-Mark (1373-1448) | Adolf IV van Kleef-Mark (1373-1448)  | Adolf IV van Kleef-Mark (1373-1448)  | Adolf IV van Kleef-Mark (1373-1448)  | Adolf IV van Kleef-Mark (1373-1448)  |                                      |                                      |                                 |                                 |                                 |                                 | Maria van Bourgondië (1393-1463)     | Maria van Bourgondië (1393-1463)     | Maria van Bourgondië (1393-1463)     | Maria van Bourgondië (1393-1463)     | Maria van Bourgondië (1393-1463)     | Maria van Bourgondië (1393-1463)     |                                    |                                    |                                    |                                    |  |  |  |  |  |  |  |  |  |  |  |  |  |  |  |  |  |  |  |  |  |  |  |  |  |  |  |  |  |  |  |  |  |  |  |  |  |  |  |  |  |  |  |  |  |  |  |  |
|                                  |                                  |                                  |                                  |                                             |                                             |                                             |                                             |                                             |                                             | Arnold van Egmont (1410-1473) | Arnold van Egmont (1410-1473) | Arnold van Egmont (1410-1473) | Arnold van Egmont (1410-1473) | Arnold van Egmont (1410-1473)           | Arnold van Egmont (1410-1473)           |                                         |                                         |                                         |                                         |                                 |                                 |                   |                   |                                   |                                   |                                   |                                   |                                    |                                    |                                    |                                    |                                     |                                     |                                      |                                      |                                      |                                      | Katharina van Kleef (1417-1476)      | Katharina van Kleef (1417-1476)      | Katharina van Kleef (1417-1476) | Katharina van Kleef (1417-1476) | Katharina van Kleef (1417-1476) | Katharina van Kleef (1417-1476) |                                      |                                      |                                      |                                      |                                      |                                      |                                    |                                    |                                    |                                    |  |  |  |  |  |  |  |  |  |  |  |  |  |  |  |  |  |  |  |  |  |  |  |  |  |  |  |  |  |  |  |  |  |  |  |  |  |  |  |  |  |  |  |  |  |  |  |  |
|                                  |                                  |                                  |                                  |                                             |                                             |                                             |                                             |                                             |                                             | Arnold van Egmont (1410-1473) | Arnold van Egmont (1410-1473) | Arnold van Egmont (1410-1473) | Arnold van Egmont (1410-1473) | Arnold van Egmont (1410-1473)           | Arnold van Egmont (1410-1473)           |                                         |                                         |                                         |                                         |                                 |                                 |                   |                   |                                   |                                   |                                   |                                   |                                    |                                    |                                    |                                    |                                     |                                     |                                      |                                      |                                      |                                      | Katharina van Kleef (1417-1476)      | Katharina van Kleef (1417-1476)      | Katharina van Kleef (1417-1476) | Katharina van Kleef (1417-1476) | Katharina van Kleef (1417-1476) | Katharina van Kleef (1417-1476) |                                      |                                      |                                      |                                      |                                      |                                      |                                    |                                    |                                    |                                    |  |  |  |  |  |  |  |  |  |  |  |  |  |  |  |  |  |  |  |  |  |  |  |  |  |  |  |  |  |  |  |  |  |  |  |  |  |  |  |  |  |  |  |  |  |  |  |  |
|                                  |                                  |                                  |                                  |                                             |                                             |                                             |                                             |                                             |                                             |                               |                               |                               |                               |                                         |                                         |                                         |                                         |                                         |                                         |                                 |                                 |                   |                   |                                   |                                   |                                   |                                   |                                    |                                    |                                    |                                    |                                     |                                     |                                      |                                      |                                      |                                      |                                      |                                      |                                 |                                 |                                 |                                 |                                      |                                      |                                      |                                      |                                      |                                      |                                    |                                    |                                    |                                    |  |  |  |  |  |  |  |  |  |  |  |  |  |  |  |  |  |  |  |  |  |  |  |  |  |  |  |  |  |  |  |  |  |  |  |  |  |  |  |  |  |  |  |  |  |  |  |  |
|                                  |                                  |                                  |                                  |                                             |                                             |                                             |                                             |                                             |                                             |                               |                               |                               |                               |                                         |                                         |                                         |                                         |                                         |                                         |                                 |                                 |                   |                   |                                   |                                   |                                   |                                   |                                    |                                    |                                    |                                    |                                     |                                     |                                      |                                      |                                      |                                      |                                      |                                      |                                 |                                 |                                 |                                 |                                      |                                      |                                      |                                      |                                      |                                      |                                    |                                    |                                    |                                    |  |  |  |  |  |  |  |  |  |  |  |  |  |  |  |  |  |  |  |  |  |  |  |  |  |  |  |  |  |  |  |  |  |  |  |  |  |  |  |  |  |  |  |  |  |  |  |  |
|                                  |                                  |                                  |                                  | Maria van Egmont-Gelre (ca. 1429/1434-1463) | Maria van Egmont-Gelre (ca. 1429/1434-1463) | Maria van Egmont-Gelre (ca. 1429/1434-1463) | Maria van Egmont-Gelre (ca. 1429/1434-1463) | Maria van Egmont-Gelre (ca. 1429/1434-1463) | Maria van Egmont-Gelre (ca. 1429/1434-1463) |                               |                               |                               |                               | Willem van Egmont (1434-jong overleden) | Willem van Egmont (1434-jong overleden) | Willem van Egmont (1434-jong overleden) | Willem van Egmont (1434-jong overleden) | Willem van Egmont (1434-jong overleden) | Willem van Egmont (1434-jong overleden) |                                 |                                 |                   |                   | Margaretha van Egmont (1436-1486) | Margaretha van Egmont (1436-1486) | Margaretha van Egmont (1436-1486) | Margaretha van Egmont (1436-1486) | Margaretha van Egmont (1436-1486)  | Margaretha van Egmont (1436-1486)  |                                    |                                    |                                     |                                     | Adolf van Egmond (1438-1477)         | Adolf van Egmond (1438-1477)         | Adolf van Egmond (1438-1477)         | Adolf van Egmond (1438-1477)         | Adolf van Egmond (1438-1477)         | Adolf van Egmond (1438-1477)         |                                 |                                 |                                 |                                 | Catharina van Egmont (ca. 1440-1497) | Catharina van Egmont (ca. 1440-1497) | Catharina van Egmont (ca. 1440-1497) | Catharina van Egmont (ca. 1440-1497) | Catharina van Egmont (ca. 1440-1497) | Catharina van Egmont (ca. 1440-1497) |                                    |                                    |                                    |                                    |  |  |  |  |  |  |  |  |  |  |  |  |  |  |  |  |  |  |  |  |  |  |  |  |  |  |  |  |  |  |  |  |  |  |  |  |  |  |  |  |  |  |  |  |  |  |  |  |